# NGC 1729
NGC 1729 is een spiraalvormig sterrenstelsel in het sterrenbeeld Orion. Het hemelobject werd op 1 februari 1786 ontdekt door de Duits-Britse astronoom William Herschel.

## Synoniemen
- PGC 16529
- MCG -1-13-43
- IRAS04577-0325